# Перетягування канату на літніх Олімпійських іграх 1912
Змагання з перетягування канату на V літніх Олімпійських іграх у Стокгольмі (Швеція) передбачалось провести за круговою системою з 7 по 9 та 11-12 липня 1912 року. Проте з п'яти команд, що подали заявку на участь (Австрія, Люксембург, Чехія, Велика Британія і Швеція), три перші згодом з невідомих причин відмовились від участі. Таким чином єдиний поєдинок між командами Великої Британії та Швеції відбувся 8 липня 1912 року на піщаній доріжці у північній частині Олімпійського стадіону.
Шведська команда складалася з шести працівників стокгольмської поліції, одного полісмена з Гетеборга й одного рибалки з Сандхамна.
Британська команда складалася з працівників лондонської поліції, серед яких були три олімпійських чемпіони з перетягування канату 1908 року та три бронзових призери минулої Олімпіади.

## Команди-переможниці
| Золото | Срібло |
| Швеція Адольф Бергман · Арвід Андерсон · Юган Едман · Ерік Фредріксон · Карл Юнсон · Ерік Ларсон · Август Густафсон · Герберт Ліндстрьом | Велика Британія Едвін Міллс · Джеймс Шеферд · Фредерік Гамфрейс · Волтер Чеффе · Жозеф Довлер · Александер Монро · Джон Севелл · Метіас Хайнс |

## Медальний залік
| Місце | Країна          | Золото | Срібло | Бронза | Загалом |
| ----- | --------------- | ------ | ------ | ------ | ------- |
| 1     | Швеція          | 1      | 0      | 0      | 1       |
| 2     | Велика Британія | 0      | 1      | 0      | 1       |